# Kiritimatiellia
Kiritimatiellia ist eine 2016/2017 neu beschriebene Klasse chemoheterotropher gramnegativer Bakterien, die zum Phylum (Stamm bzw. Abteilung (Biologie), englisch division, lateinisch divisio) der Kiritimatiellota (früher Kiritimatiellaeota) gehört.
Die einzige damals bekannte Mitgliedsspezies Kiritimatiella glycovorans war zuvor als ein Mitglied des Phylums Verrucomicrobia subdivision (Unterabteilung) 5 angesehen worden. Das alte wie das neue Phylum gehören zu der PVC-Supergruppe.
Kiritimatiellia wurde zuerst als Kiritimatiellae bezeichnet. Regeln der taxonomischen Namensgebung führten 2022 zu der Umbenennung.

## Morphologie
Die Zellen sind kokkoid und haben einen Durchmesser von 1 bis 2 μm.
Sie können Zellaggregate mit einer Größe von bis zu 100 µm bilden. Für das Wachstum sind Temperaturen von ca. 28 °C optimal. Die Zellen bilden keine Sporen.

## Vorkommen
Mitglieder der Klasse Kiritimatiellia sind in verschiedenen anoxischen Umgebungen – von hypersalinen Sedimenten bis hin zu Abwässern – weit verbreitet und ökologisch wichtig. Bisher (Stand März 2022) sind nur wenige Spezies beschrieben.

## Stoffwechsel
Der Stoffwechsel ist anaerob. Die Organismen können unter bestimmten Bedingungen Zucker vergären. Zu den charakteristischen phänotypischen Merkmalen gehören die Bildung von extrazellulären Polymeren und das Fehlen von ungeradzahlige Fettsäuren. Es fehlen auch respiratorische Lipochinone und Cytochrome.

## Genom
Das Bakterienchromosom ist zirkulär mit einer Länge von ca. 2,9 Mbp (Megabasenpaare) und enthält Gene, die auf den Abbau von widerstandsfähigen (schwer abbaubaren) Polysacchariden und Glykopolymeren spezialisiert sind, was darauf hindeutet, dass diese Bakterien chemoheterotroph sind.
Bei der DNA-Sequenzanalyse des Genoms wurden mehrere ungewöhnliche Stoffwechselmerkmale  entdeckt, darunter die Produktion von Saccharose als Osmoprotektivum, ein atypischer glykolytischer Stoffwechselweg ohne Pyruvatkinase und die Synthese von Isoprenoiden über Mevalonat. Auf der Grundlage von Analysen phänotypischer, genomischer und umweltbezogener Daten wurde festgestellt, dass die Bakterien dieses Stammes spezifisch an die Nutzung sulfatierter Polyglycole angepasst sind, die in mikrobiellen Matten oder Biofilmen produziert werden.

## Systematik
Die hier angegebene Konsensus-Taxonomie des Phylums Kiritimatiellae basiert mit Stand 3. September 2024 auf den folgenden Quellen:
- G – Genome Taxonomy database (GTDB), ohne Autorenschaft[3]
- L – List of Prokaryotic names with Standing in Nomenclature (LPSN), Deutsche Sammlung von Mikroorganismen und Zellkulturen (DSMZ)[7]
- N – National Center for Biotechnology Information (NCBI, Taxonomy Browser)[1]

GTDB klassifiziert die Kiritimatiellia  abweichend weiterhin in den Verrucomicrobiota.
Phylum: Kiritimatiellota Spring et al. 2021(L,N) [Kiritimatiellaeota Spring et al. 2016(L,N), Verrucomicrobia subdivision 5(N)]
- Klasse: Kiritimatiellia Spring et al. 2022(G,L,N) [Kiritimatiellae Spring et al. 2017(L,N)]
  - Ordnung: Kiritimatiellales Spring et al. 2016(G,L,N)
    - Familie: Kiritimatiellaceae Spring et al. 2016(G,L,N)
      - Gattung: Kiritimatiella Spring et al. 2016(G,L,N)
        - Spezies Kiritimatiella glycovorans Spring et al. 2016(G,L,N) [Verrucomicrobia bacterium L21-Fru-AB(N)], mit
          - Referenzstamm L21-Fru-AB(G,L,N) alias DSM:26986, JCM:19195(L,N)

        - ?Spezies Kiritimatiella sp. S94(N) – Wirt: Sargassum horneri (marine Makroalgen/Tang), Südkorea ≟ Verrucomicrobia bacterium S94

      - Kiritimatiellaceae mit vorläufiger Bezeichnung ohne Gattungszuweisung:
        - Spezies Kiritimatiellaceae bacterium TMED266(N)

    - Familie Pontiellaceae van Vliet et al. 2020(G,L,N)
      - Gattung Pontiella van Vliet et al. 2020(G,L,N)
        - Spezies „Pontiella agarivorans“ Liu et al. 2024(N) [Pontiella sp. NLcol2(N)], mit
          - Referenzstamm NLcol2 alias DSM:113125, MCCC:1K08672(N)

        - Spezies Pontiella desulfatans van Vliet et al. 2020(G,L,N), mit
          - Referenzstamm F1 alias DSM:106878, KCTC:15641,(N) F1(T)(G)

        - Spezies Pontiella desulfatans_A(G), mit
          - Stamm MAG_Ve_Sed_49(G) [Pontiella desulfatans isolate MAG_Ve_Sed_49(N)]

        - Spezies Pontiella sulfatireligans van Vliet et al. 2020(G,L,N), mit
          - Referenzstamm F21 alias DSM:106829, KCTC:15642,(N) F21(T)(G)

        - ?Spezies Pontiella sp004299845(G) [Verrucomicrobia bacterium S94(N)] – assoziiert mit Sargassum horneri (Material, das auf der Oberfläche des Meerwassers schwamm, Jeju Seongsan, Südkorea)(N) ≟ Kiritimatiella sp. S94

      - Gattung GCA-2712105(G)
        - Spezies GCA-2712105 sp002712105(G), mit
          - Stamm SAT197(G) [Kiritimatiellaceae bacterium isolate SAT197(N)]

      - Gattung JAIPIO01(G)
        - Spezies JAIPIO01 sp021734595(G), mit
          - Stamm Tobar13.5m-G79(G) [Kiritimatiellales bacterium isolate Tobar13.5m-G797(N)]

      - Gattung UBA1859(G)
        - Spezies UBA1859 sp002691095(G), mit
          - Stamm MED670(G) [Kiritimatiellaceae bacterium isolate MED670(N)]

    - ?Familie Tichowtungiaceae(G) (mit Gattung Tichowtungia inkl. UBA5540(G)) – in der LPSN und NCBI-Taxonomie in einer eigenen Ordnung Tichowtungiales und Klasse Tichowtungiia im selben Phylum Kiritimatiellota

weitere unveröffentlichte Ordnungen (auszugsweise):
- Ordnung B70-G9(G)
  - Familie B70-G9(G)
    - Gattung B70-G9(G)
      - Spezies B70-G9 sp003641465(G), mit 
        - Stamm B70_G9(G) [Verrucomicrobiota bacterium isolate B70_G9(N)]

- Ordnung CAlKKV01(G)
- Ordnung JAAZAB01(G)
- Ordnung LD1-PB3_B(G)
  - Familie Lenti-01(G)
    - Gattung Lenti-01(G)
      - Spezies Lenti-01 sp002304915(G) [Verrucomicrobia bacterium UBA1418(N)], mit 
        - Stamm UBA1418(G,N)

      - Spezies Lenti-01 sp002347655(G) [Verrucomicrobia bacterium UBA2281(N)], mit 
        - Stamm UBA2281(G,N)

      - Spezies Lenti-01 sp003451935(G), mit 
        - Stamm UBA8943(G) [Verrucomicrobiota bacterium isolate UBA8943(N)]

- Ordnung RFP12(G) – LPSN: ohne Ordnungszuweisung
  - Familie UBA1067(G) – LPSN: ohne Familienzuweisung
    - Gattung „Candidatus Spyradenecus“ Gilroy et al. 2021(G,L) – NCBI: zu Lentisphaeraceae (Lentisphaerota)
      - Spezies „Candidatus Spyradenecus faecavium“ Gilroy et al. 2021(G,L,N), mit
        - Referenzstamm 35461(G,L,N)
        - Stamm BRZ_S__bin172(G,N)

- Ordnung RZYC01(G)
- Ordnung SLAD01(G)
- Ordnung SLOV01(G)
- Ordnung SPBP01(G)
- Ordnung SS1-B-03-39(G)
- Ordnung UBA8416(G)
- ohne Ordnungszuweisung
  - ohne Familienzuweisung
    - ?Gattung „Candidatus Colisoma“ Gilroy et al. 2022(N) – LPSN: zu Verrucomicrobiota
      - Spezies „Candidatus Colisoma equi“ Gilroy et al. 2022(N), mit
        - Referenzstamm E4_MB2_14(N)

## Etymologie
Etymologie nach LPSN:
- Die Bezeichnung der Klasse Kiritimatiellia (bzw. ursprünglich Kiritimatiellae) ist neulateinisch und benannt nach Kiritimati (englisch Christmas Island ‚Weihnachtsinsel‘), einem zu Kiribati gehörenden Atoll, wo der Referenzstamm (en. type strain) L21-Fru-AB der erstbeschriebenen Spezies Kiritimatiella glycovorans gefunden wurde. Die Suffixe richten sich nach dem Rang des jeweiligen Taxons (Familie, Ordnung, …).
- Das Arte-Epitheton glycovorans ist ebenfalls neulateinisch, zusammengesetzt aus dem Präfix ‚glyco-‘ für Glucose (abgeleitet von altgriechisch γλυκύς glykýs, deutsch ‚süß‘) und lateinisch vorans ‚(fr)essend‘, ‚vertilgend‘.